# 晨耕
晨耕（1923年6月8日—2001年10月12日），原名陈宝锷，满族，直隶省完县伍郎村（今属河北省顺平县）人，中华人民共和国作曲家。

## 生平
1923年6月8日，晨耕生于河北完县。父亲陈爱棠是中医，热爱当地民间“吹歌”，是民间器乐会的“九音锣”演奏者。家庭乐队常自奏自娱。受家庭影响，晨耕7岁便在民间器乐会吹奏竹笛并演奏打击乐器。在完县县立高小学习时，参加了学生同乐会的乐队并任指挥。13岁高小毕业后，因家庭贫困无法升学，不得不到保定的凌云帽庄当学徒。1937年抗日战争全面爆发后，14岁的晨耕参加八路军，在晋察冀军区第三军分区当骑兵警卫员。不久被调到分区宣传队工作。1938年夏，宣传队正式改编为“冲锋剧社”，该剧社的音乐教员冉铮（北京艺专音乐系毕业生）成为晨耕的启蒙老师，教晨耕音乐理论、作曲和指挥。1939年3月，加入中国共产党。1940年，晨耕开始音乐创作，谱写出《挺起胸膛向前走》等歌曲。
1941年春，晨耕被选送到华北联合大学文艺学院音乐系学习，随周巍峙、卢肃等人学习两年，期满后回到冲锋剧社任音乐队队长，直至抗日战争胜利。当时，侵华日军为封锁抗日根据地而采取“三光政策”，在占领区大量修建碉堡、挖封锁沟，实行“强化治安运动”。晨耕随八路军武工队穿越封锁线，深入敌后宣传抗日。他还曾率领一支武装宣传队到日伪据点旁边演节目，在日伪炮楼下边唱歌宣传。他创作出《抗日的事要多干》、《颂平阳》、《炮楼谣》、《野战兵团歌》等歌曲，还写出歌活报《地狱与天堂》、歌剧《军民 团结在一起》等。1944年，为配合新兵入伍，他谱写出士兵小唱《新战士王二发》，很快在晋察冀边区军民中传唱开。
抗日战争胜利后，晨耕在晋察冀野战军第四纵队“前卫剧社”任音乐队队长。解放战争时期，他随野战军转战华北平原，参加了古北口战斗、石家庄战役、太原战役等战役战斗，并创作出《前进，人民解放军》、《战场上见》等歌曲，及组歌《歌唱古北口》。1947年秋，在攻占石家庄后，俘虏了國民革命軍的多支军乐队，聂荣臻司令员决定用这些军乐队的人员及乐器组建一支中国人民解放军的军乐队，乃调罗浪、晨耕、王建中去改造旧军乐队。经过半年思想教育，成立了晋察冀军区军乐队（后更名华北军区军乐队，即今中国人民解放军军乐团的前身），晨耕任指导员兼指挥。为创作军乐曲，晨耕学习了各类木管、铜管乐器的演奏，研究了外国军乐曲，并且在1948年把李劫夫创作的歌曲《我们的铁骑兵》改编成铜管乐《骑兵进行曲》，后成为1950年代至1960年代中华人民共和国影响最广的军乐作品之一。
北平和平解放后，1949年3月晨耕率领军乐队进驻北平。1949年10月1日，中华人民共和国开国大典举行，晨耕任开国大典军乐队副总指挥，军乐队人数近300人。1950年初，晨耕调到华北军区文工团（北京军区战友文工团的前身）任音乐舞蹈队队长兼军乐队队长。抗美援朝战争初期，他谱写出歌曲《抗美援朝，保家卫国》，并率领一支文艺轻骑队赴朝鲜战场，在前线慰问演出并创作。1951年，为歌颂坚守五音山的中国人民志愿军部队，他创作出歌曲《英雄的阵地钢铁的山》，随后在中国人民志愿军部队广为传唱。l954年，他谱写出歌曲《告诉我，来自祖国的风》，探索了战士抒情歌曲的创作，但遭到猛烈抨击，有人公开批判这首歌“战士怀念祖国和亲人的情绪，可能向消极方向发展成为思乡的落后思想”，批评这首歌向战士“灌输了和平麻痹思想，消失中国人民志愿军的警惕性”。
1954年，晨耕考入中央音乐学院作曲系进修班，在江定仙等教授指导下进修四年，系统学习了作曲专业课程。此后数年间，他先后谱写出表演唱《歌唱光荣的八大员》（1958年），歌曲《有两个小伙儿一般高》（1956年），《我和班长》（1963年），《西江月·井冈山》（1964年）等作品。《有两个小伙儿一般高》、《我和班长》由战友文工团的马国光演唱后，在部队受到热烈欢迎。1964年，与劫夫合作为音乐舞蹈史诗《东方红》谱写的合唱曲《西江月·井冈山》，是当时众多“为毛主席诗词谱曲”的歌曲中很知名的一首。
晨耕从中央音乐学院毕业后回到战友歌舞团，1958年出任该团团长，前后任职20年。除创作歌曲外，晨耕还涉足其他音乐体裁，例如1959年与时乐濛合作为电影《万水千山》配乐，1961年为电影《槐树庄》作曲，他还改编或创作出民族器乐曲《欢乐的竞赛》、《子弟兵和老百姓》（均为1960年与唐诃合作）等。
他主持并参与创作了大型声乐套曲《长征组歌——红军不怕远征难》，由中国人民解放军总政治部主任萧华作词，由晨耕、生茂、唐诃、遇秋作曲，为纪念红军长征胜利30周年，于1965年首都人民纪念“八一”建军节的音乐会上由战友文工团首演。周恩来在《长征组歌》创作过程中多次请四位曲作者到中南海他的办公室谈话，周恩来讲述了长征的具体背景，并请四位曲作者将《长征组歌》的每一段落唱给他听，听后他提出修改意见。1966年周恩来率团访问罗马尼亚、阿尔巴尼亚等国时，带着战友歌舞团表演《长征组歌》，晨耕任该演出队领队。周恩来回国后，晨耕又率战友歌舞团到苏联演出，直到1966年9月回国。
从苏联回到北京时，正值文化大革命爆发不久，晨耕随即被扣上“三反分子”、“黑帮”等罪名。文革前夕，晨耕曾对林彪提出的“毛主席的话，一句顶一万句”表示异议，认为“不管是谁说的话，一句就是一句，怎么能一句顶一万句呢？领袖的话可以说是至理名言，不能简单地用数字来衡量。”晨耕说的这句话在文革中被揭发出来，成了晨耕反对伟大领袖毛主席和林彪副统帅的罪证，晨耕被戴上反革命帽子，关押64天，随后被送到五七干校劳动改造。1971年九一三事件林彪身亡后，经周恩来关心，1972年晨耕重回战友文工团主持业务工作，重获创作权。1975年，为纪念红军长征胜利40周年，晨耕主持了《长征组歌》的修改，并组织了大型演出活动。此次演出后，由八一电影制片厂拍摄成彩色电影《红军不怕远征难》。
1976年粉碎“四人帮”后，晨耕随即谱写出《我们永远向太阳》。1979年，晨耕任北京军区政治部文化部副部长兼歌舞团团长。此后创作了《我们连里歌声多》、《忆战友》、《百灵鸟你往哪儿飞》、《春风你轻轻地吹》、《哨兵的微笑》、《五星红旗在我心上飘扬》等战士歌曲，继续探索战斗歌曲和战士抒情歌曲创作。他还谱写出非军旅题材歌曲《我热恋的土地》、《生死相依》、《可爱的小河》、《柳笛轻吹》等。
2001年10月12日，晨耕因脑溢血在北京病逝。

## 作品
晨耕创作有500多部音乐作品，主要代表作有歌曲《我和班长》、《两个小伙一般高》、《歌唱光荣的八大员》，军乐曲《骑兵进行曲》，电影音乐《槐树庄》、《桂林山水》，音乐舞蹈史诗《东方红》的音乐（集体创作）等。在一、二、三届全军文艺汇演中，晨耕均获优秀作品奖，歌曲《忆战友》、《百灵鸟你往哪儿飞》分获新中国成立三十周年文艺汇演一等奖、二等奖。1961年，出席第十六届布拉格之春国际音乐节。